# Copernicus (traghetto)
Il Copernicus è un traghetto appartenente alla compagnia di navigazione polacca Unity Line.

## Servizio
Varato il 5 gennaio 1995 nel cantiere navale Fincantieri di Palermo con il nome di Puglia e consegnato l'11 maggio successivo alla Tirrenia di Navigazione, prende servizio nello stesso mese nei collegamenti merci tra i porti di Civitavecchia, Olbia, Livorno, Cagliari, Porto Torres, Napoli e Palermo.

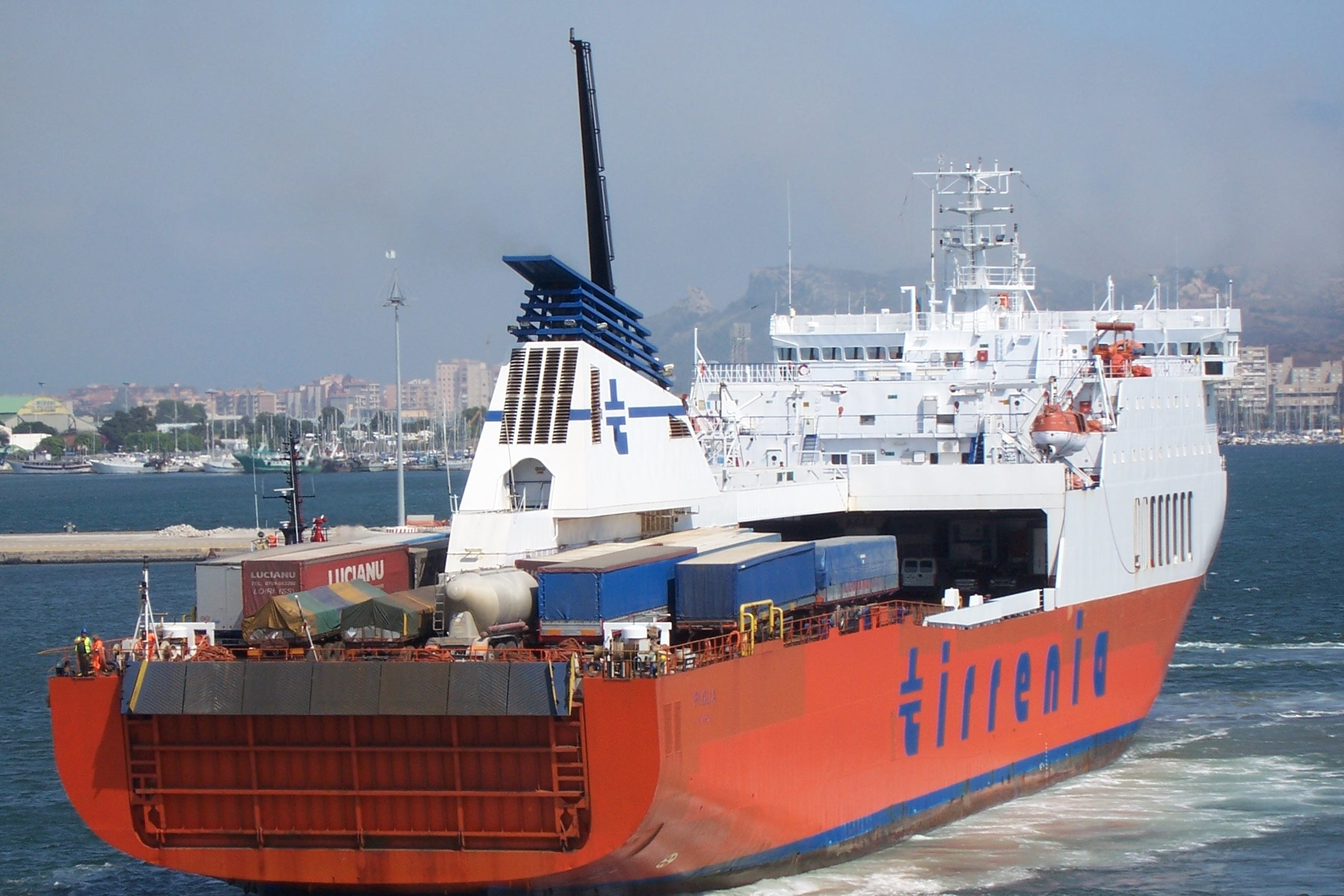
Il Puglia in evoluzione a Cagliari nel 2005.

Nel luglio del 2010 viene fermato a Cagliari a causa di un grave problema alle eliche. Dal 27 settembre torna regolarmente in servizio.
Nel dicembre del 2012 viene trasferito alla neonata Tirrenia CIN.
Nel luglio del 2015, con l'acquisizione di Tirrenia CIN da parte della Moby Lines, passa sotto le insegne di quest'ultima, continuando ad operare sulla stessa rotta.
Nel dicembre del 2017 ne viene annunciata la cessione alla polacca Unity Line e, ribattezzato Copernicus, salpa l'8 gennaio 2018 da Livorno per Stettino, dove viene sottoposto a lavori di ristrutturazione.
Il 3 settembre prende servizio nei collegamenti tra Swinoujscie e Trelleborg, dove opera tutt'oggi.

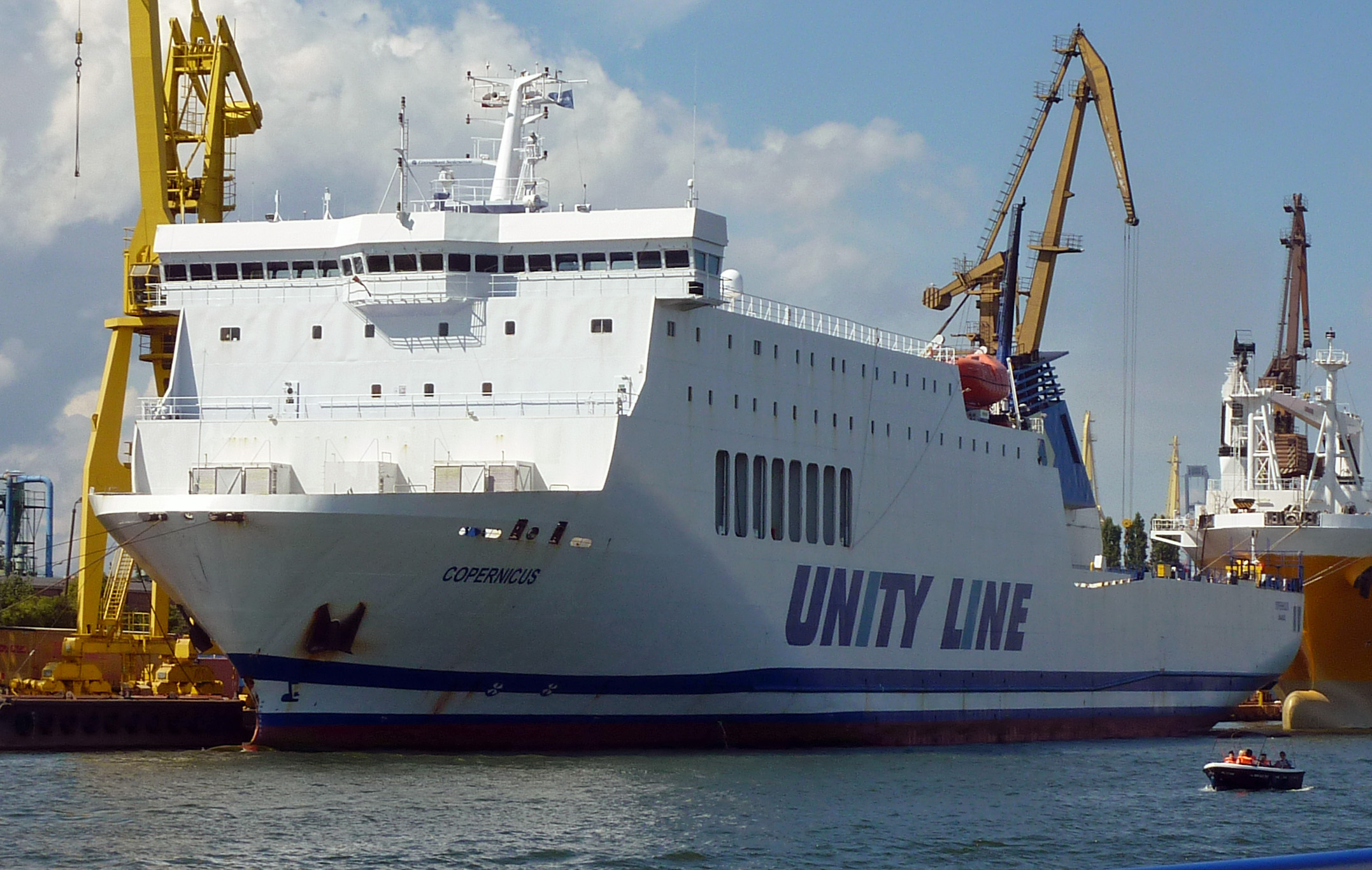
Il Copernicus ormeggiato a Danzica nel 2020.

## Navi gemelle
- Dénia Ciutat Creativa
- Lider Prestij
- Galileusz
- Marco Polo
- Amal
- Drujba